# Chapter V: Underrated
Chapter V: Underrated è il sesto album della cantante statunitense Syleena Johnson, pubblicato nel 2011. L'artista realizza il suo disco migliore, dimostrando di essere veramente sottovalutata.
| Recensione | Giudizio |
| ---------- | -------- |
| AllMusic   | [ 1 ]    |

## Tracce
1. Underrated (featuring AK of Do or Die) – 2:28 – Toxic, Johnny Danger
2. A Boss – 3:56 – Nikolaos "Unik" Giannulidis
3. Fade Away – 3:48 – Mave, Toxic
4. Angry Girl (featuring Tweet) – 4:08 – Toxic, Byron Dorris, Earl Powell
5. Like Thorns – 3:34 – Toxic, Byron Dorris, Earl Powell
6. Little Things (featuring Malone) – 3:43 – Chris "Big Dog" Davis
7. My Shoes – 3:19 – Toxic, Sureknock Jones
8. Label Me – 3:14 – JK, Rich Dicicco
9. Go Head (featuring 3D Na'Tee) – 3:32 – Toxic, Johnny Danger
10. Bad Person – 3:31 – Mave, Toxic
11. The Champ – 3:49 – Toxic, Byron Dorris, Earl Powell
12. Stone Wall – 3:58 – Mave, Toxic

## Classifiche settimanali
| Classifica (2011)         | Posizione massima |
| ------------------------- | ----------------- |
| US Top R&B/Hip-Hop Albums | 49                |